# Tiếng Tiwi
Tiếng Tiwi là một ngôn ngữ bản địa Úc được nói trên quần đảo Tiwi, ở ngoài khơi bờ biển miền bắc Úc. Đây là một trong 10% những ngôn ngữ bản địa vẫn được trẻ con và thiếu niên dùng.
Tiếng Tiwi truyền thống, được nói bởi những người lớn tuổi, là một ngôn ngữ hỗn nhập. Tuy nhiên, sự phức tạp về ngữ pháp đã mất đi ở các thế hệ trẻ. Tiếng Tiwi có khoảng một trăm danh từ mà có thể được kết hợp vào động từ, đa số khá khác biệt với dạng khi đứng riêng.
Không như đa số ngôn ngữ bản địa Úc khác, tiếng Tiwi từ lâu đã được nhìn nhận là một ngôn ngữ tách biệt.

## Ngữ âm

### Phụ âm
Như phần nhiều ngôn ngữ bản địa Úc, tiếng Tiwi có bốn loạt âm lưỡi trước tắc riêng biệt. Tiếng Tiwi phân biệt các âm đầu lưỡi chân răng và sau chân răng (gồm các âm quặt lưỡi). Có phân tích cho rằng [ʈ] (tức âm tr ở một số phương ngữ tiếng Việt) thực ra là /ɻt/, vì nó chỉ xuất hiện ở giữa từ.
|          | Ngoại vi | Ngoại vi | Phiến lưỡi  | Phiến lưỡi  | Đầu lưỡi  | Đầu lưỡi |
| Môi      | Ngạc mền | Vòm      | Răng        | Chân răng   | Quặt lưỡi |          |
| -------- | -------- | -------- | ----------- | ----------- | --------- | -------- |
| Tắc      | p [p]    | k [k]    | j [t̠] ~ [t̪] | j [t̠] ~ [t̪] | t [t]     | rt [ʈ]   |
| Mũi      | m [m]    | ng [ŋ]   | ny [n̪]      | ny [n̪]      | n [n]     | rn [ɳ]   |
| R        |          |          |             |             | rr [r]    | r [ɻ]    |
| Cạnh     |          |          |             |             | l [l]     | rl [ɭ]   |
| Tiếp cận | w [w]    | g [ɰ]    | y [j]       |             |           |          |

Khác với nhiều ngôn ngữ Úc khác, tiếng Tiwi có âm tiếp cận ngạc mềm (/ɰ/). Nhưng lại điển hình ở chỗ thứ tiếng này không có âm xát nào.
Các cụm phụ âm có thể xuất hiện ở vị trí giữa từ. Ngoài khả năng [ʈ] là /ɻt/, còn có những cụm âm tắc-lỏng và tắc-mũi như /mp/. Tuy nhiên, có thể phân tích rằng /mp/ là một âm tắc mũi hóa trước, thay vì là một cụm phụ âm.
Âm tắc thanh hầu (ʔ) cũng có mặt trong tiếng Tiwi, nhưng nó chỉ dùng để đánh dấu sự kết câu.

### Nguyên âm
Tiếng Tiwi có bốn nguyên âm.
|      | Trước | Giữa | Sau |
| ---- | ----- | ---- | --- |
| Đóng | i     |      | u   |
| Mở   |       | a    | o   |

Tần suất xuất hiện của /o/ tương đối thấp. Nó trở thành /a/ khi đứng sau /w/, và không đứng ở đầu hay cuối từ. Tuy vậy, các cặp tối thiểu có xuất hiện, và do vậy chứng minh cho sự tồn tại của /o/ như một âm vị riêng biệt:
/jilati/ con dao
/jiloti/ mãi mãi
Mỗi nguyên âm có nhiều tha âm, và tha âm của nguyên âm này chồng chéo lên của nguyên âm khác, và ba âm (/i/, /a/ và /u/) thường trở thành /ə/ ở những âm tiết không nhấn. Tất cả nguyên âm về âm vị học đều ngắn, nguyên âm dài xuất hiện khi âm lướt giữa từ được lược bỏ. Ví dụ:
/paɻuwu/ [paɻu:] (tên một địa danh)

## Hình thái học
Tiếng Tiwi nổi bật với hình thái động từ rối rắm. Tiếng Tiwi là một ngôn ngữ hỗn nhập, nặng về sự kết hợp danh từ, đến mức mà tất cả yếu tố cần có của một câu có thể, cả về mặt hình thái và ngữ âm, quyện vào một từ duy nhất, như trong ví dụ sau.
jinuatəməniŋilipaŋəmat̪at̪umaŋələpiaŋkin̪a
Hắn đến trộm mật ong rừng của tôi sáng nay khi tôi còn ngủ
Chừng một trăm danh từ có thể được gắn vào động từ trong tiếng Tiwi, nhưng dạng kết hợp lại khác xa so với dạng đứng riêng, như trong ví dụ dưới.
| Dạng kết hợp | Dạng đứng riêng | Nghĩa       |
| ------------ | --------------- | ----------- |
| -maŋu-       | kukuni          | 'nước ngọt' |
| -ki-         | yikwani         | 'lửa'       |
| -kəri-       | yikara          | 'tay'       |

Dixon (1980) đề xuất sự khác biệt này hoặc do một số từ trải qua sự đơn giản hóa ngữ âm khi ngữ pháp hóa, hoặc do sự thay thế từ vựng và kiêng kị.